# Helléan
Helléan település Franciaországban, Morbihan megyében. Lakosainak száma 384 fő (2022. január 1.). Helléan Saint-Malo-des-Trois-Fontaines, Taupont, Guillac, La Croix-Helléan és La Grée-Saint-Laurent községekkel határos.

## Népesség
A település népességének változása:
| Lakosok száma | 370  | 302  | 277  | 303  | 370  | 364  | 375  | 384  | 383  | 384  |
|               | 1968 | 1982 | 1990 | 2006 | 2013 | 2015 | 2017 | 2019 | 2020 | 2022 |